# Copelatus marginatus
Copelatus marginatus är en skalbaggsart som beskrevs av Sharp 1882. Copelatus marginatus ingår i släktet Copelatus och familjen dykare. Inga underarter finns listade i Catalogue of Life.